# Россохи (озеро)
Россо́хи (бел. Расо́хі; также встречается вариант наименования Рассохи) — озеро в Мядельском районе Минской области Белоруссии. Относится к бассейну реки Мяделка. Входит в группу Мядельских озёр.

## Описание
Озеро Россохи находится в 10 км к северу от города Мядель. Рядом с озером расположена одноимённая деревня.
Площадь поверхности озера составляет 0,16 км², площадь водосбора — 0,75 км². Длина — 0,58 км, наибольшая ширина — 0,45 км, средняя — 0,28 км. Длина береговой линии — 1,86 км. Объём воды — 0,34 млн м³. Наибольшая глубина — 11,2 м.
Котловина озера термокарстового типа, лопастной формы. В южной части имеются два полуострова. Склоны преимущественно сливаются с берегами и составляют 5—10 м в высоту, в западной части достигая 15 м. На склонах произрастает кустарник. Мелководье песчаное, местами заиленное.
Вода гидрокарбонатного класса кальциевой группы, среднеминерализованная. Прозрачность воды — 3,7 м, минерализация — 297 мг/л. Водоём слабоэвтрофный, слабопроточный. Возле берегов широко распространена надводная растительность.
Озёра Россохи и Ходосы соединяются протокой. Также существует пересыхающая протока в озеро Лотвины.
В озере Россохи обитают окунь, плотва, лещ, щука, линь и другие виды рыб.
Водоём входит в состав Нарочанского национального парка. Организовано платное любительское рыболовство, запрещено использование плавсредств с моторами.